# 強烈熱帶風暴寶霞 (2006年)
強烈熱帶風暴寶霞（國際編號：0609，聯合颱風警報中心: 10W，菲律賓大氣地球物理和天文服務管理局：Inday）是2006年太平洋颱風季第9個被命名的熱帶氣旋。「寶霞」一名由柬埔寨提供，是花卉名稱及女性名稱。

## 氣象歷史
在8月5日，菲律賓大氣地球物理和天文服務管理局發現一熱帶低氣壓於台灣之東形成，便將它命名為Inday，但日本氣象廳在第二天才將它升格為一熱帶低氣壓，再在同日較後時間將它升格為熱帶風暴並將它命名為寶霞。 8月6日至7日間，一個熱帶擾動在琉球群島近海迅速增強為強烈熱帶風暴，當時寶霞位於東西向太平洋副熱帶高壓脊的南側，受東風氣流引導，向西微北移動，時速約20至25公里。8月8日，華東上空的副熱帶高氣壓單體為寶霞帶來乾空氣的中層入侵作用，使其發展緩慢，且由於另一股熱帶氣旋桑美奪去季風槽之大量水氣，寶霞的環流相當細小， 當天晚上，華東高壓及桑美共同引導寶霞轉向西南偏西移動。8月9日3時20分寶霞橫過台灣台東縣成功鎮，7時20分由台南市南區附近出海，隨即減弱為熱帶風暴。當天下午，寶霞進入南海後因缺乏水氣支援及高空輻散受華東高壓所抑制，它進一步減弱成熱帶低氣壓，8月11日，寶霞在22°06′N 113°54′E / 22.1°N 113.9°E（香港天文台西南約35公里），即大蜘洲附近海域減弱為低壓區。此強烈熱帶風暴與比它強的颱風桑美發生藤原效應，一度在南海徘徊。

### 三旋共舞
由於與颱風瑪莉亞（0607/08W）與颱風桑美（0608/09W）同時形成，三者在衛星雲圖中形成邊長為1000公里之等邊三角形的形態（見圖片庫），其中兩個熱帶氣旋桑美及寶霞發生藤原效應。

## 影響

### 台灣
當地發佈之颱風警報：海上陸上颱風警報
交通部中央氣象局於8月7日晚上8時30分發出海上颱風警報，在8月8日下午2時半發布針對綠島、蘭嶼、臺東、恆春半島、屏東地區的陸上颱風警報，晚上範圍擴大至高雄、台南與澎湖地區；雖然寶霞為花蓮帶來間歇性大雨（山區累積雨量約250毫米），臺東市區並有少量水淹及膝情況，但整體雨量並不多並持續減弱之下，陸上颱風警報於同日上午11點半解除並在下午2時解除海上颱風警報。
華航於8月8日晚上決定停飛C1-120至123的四班台北─琉球之班機，8月9日中午前的航班均取消；但當晚舉行之恆春中元節搶孤活動則如期舉行。
受寶霞影響，台8線花蓮─洛韶公路段8月9日早上出現塌方，台9線蘇花公路南下147.7公里處公路段有落石掉落，道路中斷。

### 日本
當地發佈之最高風力警報：强风注意警报
日本氣象廳在8月8日凌晨發布沖繩縣全縣的強風注意警報，其中南大東島、石垣島和宮古島更有海浪警報。至8月9日凌晨取消，但接著又發布颱風桑美之海浪警報。

### 香港
當地發出之最高熱帶氣旋警告信號： 一號戒備信號
隨著寶霞橫過台灣並預料向西南偏西移動，橫過南海北部，香港天文台於8月9日早上8時40分發出一號戒備信號。因受到寶霞及桑美的外圍下沉氣流影響，香港在8月9日的空氣污染指數持續高企，全日廣泛地區均錄得甚高水平。翌日，香港受寶霞的外圍雨帶影響，有大雨及雷暴，天文台在凌晨12時10分發出黃色暴雨警告信號。由凌晨12時起的一小時內共錄得10426次雲對地閃電，多區閃電頻繁，雷聲處處。寶霞在當晚8時最接近香港，在香港之東南偏南約180公里掠過。隨着寶霞減弱為低壓區，天文台於晚上10時10分取消所有熱帶氣旋警告信號。

### 澳門
當地懸掛之最高熱帶氣旋信號：  一號風球
澳門氣象局於8月9日早上11時懸掛一號風球，並於8月11日凌晨12時30分除下。

## 熱帶氣旋警告使用紀錄

### 台灣
| 交通部中央氣象局 颱風警報 | 交通部中央氣象局 颱風警報 | 交通部中央氣象局 颱風警報 |
| ------------------------- | ------------------------- | ------------------------- |
| 上一熱帶氣旋              | 海上颱風警報              | 下一熱帶氣旋              |
| 中度颱風凱米              | 海上颱風警報              | 中度颱風桑美              |
| 中度颱風凱米              | 陸上颱風警報              | 中度颱風桑美              |

### 香港
| 香港天文台 熱帶氣旋警告信號 | 香港天文台 熱帶氣旋警告信號 | 香港天文台 熱帶氣旋警告信號 |
| --------------------------- | --------------------------- | --------------------------- |
| 上一熱帶氣旋                | 一號戒備信號                | 下一熱帶氣旋                |
| 颱風派比安                  | 一號戒備信號                | 熱帶低氣壓                  |

### 澳門
| 地球物理暨氣象局 熱帶氣旋信號 | 地球物理暨氣象局 熱帶氣旋信號 | 地球物理暨氣象局 熱帶氣旋信號 |
| ----------------------------- | ----------------------------- | ----------------------------- |
| 上一熱帶氣旋                  | 一號風球                      | 下一熱帶氣旋                  |
| 颱風派比安                    | 一號風球                      | 熱帶低氣壓                    |

## 外部連結
| 太平洋颱風季             |
| 主題頁 - 專題 - 編輯指南 |

- （繁體中文）香港天文台：強烈熱帶風暴寶霞報告、實時天氣稿（8月9日 （页面存档备份，存于）－10日 （页面存档备份，存于））、《2006熱帶氣旋年刊》 （页面存档备份，存于）
- （繁體中文）澳門地球物理暨氣象局：2006年熱帶氣旋年報：強烈熱帶風暴寶霞
- （英文）聯合颱風警報中心首頁
- （繁體中文）交通部中央氣象局首頁 （页面存档备份，存于）
- （日語）日本氣象廳首頁 （页面存档备份，存于）
- （英文）菲律賓大氣地球物理和天文服務管理局首頁 （页面存档备份，存于）